# Edvard Westerlund
Edvard Westerlund (Helsinki, Finlandia, 1 de febrero de 1901-ídem, 7 de diciembre de 1982) fue un deportista finlandés especialista en lucha grecorromana donde llegó a ser campeón olímpico en París 1924.

## Carrera deportiva
En los Juegos Olímpicos de 1924 celebrados en París ganó la medalla de oro en lucha grecorromana estilo peso medio, superando al también luchador finlandés Arthur Lindfors (plata) y al estonio Roman Steinberg (bronce).